# التعليم في أوروبا في العصور الوسطى
التعليم في أوروبا في العصور الوسطي كان هناك في أوائل عصر الإمبراطورية الرومانية مرحلتان من المدارس تساعدهما الدولة في المدن الكبري، كما كان هناك نظام لمنح الدرجات العلمية وتعيين المدرسين. أما المرحلة الأولي أو الابتدائية من المدارس فكانت تلقن القراءة والنحو والحساب والموسيقي، في حين اهتمت مدارس المرحلة الثانية أو العليا بالبلاغة والخطابة والادب مع شيءٍ من الدراسات القانونية والفلسفية، علي أن مدارس البلاغة هذه لم تلبث أن اختفت في القرن الخامس. وبقيت المدارس العلمانية التي سارت وفق الأسلوب الروماني في التربية منتشرة في أجزاء من غاليا وإيطاليا حتي نهاية القرن السادس. ظل كتاب برسكيان عن (قواعد النحو) الذي ألفه باللاتينية حوالي سنة 500م في ثمانية عشر فصلاً يمثل المرجع الأول في ذلك العلم.
علي أن أهم ما يميز ذلك العصر هو أن التعليم أخضع خضوعاً تاماً للسيطرة الكنسية نتيجة لانحلال السلطة الزمنية وازدياد نفوذ البرابرة في المجتمع الغربي.
يلاحظ أن الكنيسة أقرت تدريس الفنون الحرة التي كانت تُلقَّن للتلاميذ في المدارس الوثنية، إنما على أسس مسيحية لأن الكنيسة وجدت هذه الفنون أساسيةً، ولا غنى منها لفهم الكتاب المقدس نفسه. وهكذا ظهر من بين المسيحيين «مارتيانوس كابلا» الذي كان أول من حدد الفنون السبعة الحرة؛ النحو والبلاغة والمنطق والحساب والهندسة والفلك والموسيقا، وقد ظلت المدارس في الغرب حتي سنة 600م تهيئ تعليماً ابتدائياً عاماً لإعداد الأفراد للحياة، ولكنها لم تلبث أن تحولت إلى كليةٍ لإعداد رجال الدين للمستقبل. وهكذا لم يكد ينتهي القرن السايع إلا وكان التعليم في غرب أوروبا قد أصبح دينياً بحتاً داخل مدارسَ ديريةٍ وأسقفيةٍ، واستمر الوضع على ذلك حتي القرن الثاني عشر الميلادي. إن مدرسة القصر المشهورة في الدولة الميروفنجية لم تكن مدرسةً بالمعنى الذي نفهمه من هذا المصطلح، وإنما كانت تقليداً لمدرسة تريف في أواخر عصر الإمبراطورية الرومانية، فكان الغرض منها تدريب الشباب حربياً وتعليمهم ركوب الخيل وحمل السلاح، بالإضافة الي بعض المعلومات اللازمة لمباشرة الوظائف العامة مثل مبادئ القانون المدني والكنسي، وفي هذه المدرسة كان يتدرب غلمان البلاط الميروفنجي.

## شارلمان والعناية بالتعليم
اهتم شارلمان بنشر التعليم ورفع مستواه والإكثار من المدارس، وقد استعان في هذه الحركة الواسعة بخلاصة المواهب التي أنجبتها إنجلترا وإسبانيا وإيطاليا مثل بولينوس النحوي من أكويليا، وبطرس البيزي، وبولس الشماس من لمبارديا، وثيودلف من إسبانيا، وعلى رأس هؤلاء جميعاً ألكوين الذي وفد من يورك، والذي كان من أبرز أعلام النهضة الكارولنجية، وكان ألكوين هذا بمثابة وزير التعليم في عهد شارلمان زيادةً علي كونه معلماً خاصاً لأمراء القصر بل الإمبراطور نفسه، أما مدرسة القصر التي عرفها بلاط الملوك الميروفنجيين من قبل، فقد نُظّمت من قبل شارلمان في بلاطه بمدينة آخن على أسسٍ جديدة.

## المدارس الديرية
- قامت المدارس الديرية فيما بين سنتي 800م و1100م برسالتها كاملةً، فقد أضحت المراكز الاساسية لحفظ الحضارة الغربية، كما تخرج في مدارسها عدد كبير من رجال المعرفة المبرزين.
- قامت مدارس الأديرة بدور أكثر أهمية من مدارس الكاتدرائيات في هذه الفترة، كما أن الأديرة فتحت أبوابها لطلاب العلم من غير الديريين لأول مرةٍ في تاريخها، ومنذ بداية القرن التاسع الميلادي أضحى لكل ديرٍ من الأديرة المعروفة مدرستان منفصلتان؛ إحداهما للطلبة النظاميين المنقطعين للعبادة من أهل الدير.

## الجامعات
ظهرت أولى الجامعات الأوربية في القرن الثاني عشر في بولونيا بإيطاليا وفي باريس بفرنسا وقد تفرعت عن الأولي بقية الجامعات الاوربية في حوض البحر المتوسط في حين تفرعت عن الثانية جامعات شمال أوروبا وغربها التي ظهرت في أواخر العصور الوسطي .